# Coup de poing sternal
Le coup de poing sternal est une technique de secourisme qui permettrait, dans certains cas, de relancer l'activité cardiaque en cas d'arrêt cardiorespiratoire. Il consiste à donner un coup de poing sur le sternum de la victime et est estimé à l'équivalent d'un choc électrique de faible énergie : 30 J. À titre de comparaison, un défibrillateur électrique externe délivre une puissance de 150 à 200 J.
Alors qu'il a été enseigné en secourisme et en médecine, ce geste est de moins en moins utilisé, du fait de sa très faible efficacité : il n'a de résultat que sur un arrêt cardiaque survenu devant le secouriste (les études suggèrent que la période maximale d'arrêt cardiaque tolérable pour tenter ce geste est de 3 minutes) et ne semble permettre que dans un nombre très limité de cas le retour à une circulation spontanée : entre 1.3 et 2.1% selon les études.
Les conduites à tenir actuelles préconisent donc de ne le tenter que lors d'un arrêt cardiaque devant témoin, chez une personne monitorée (scopée) et en tachycardie ventriculaire et aux conditions qu'un défibrillateur ne soit pas immédiatement disponible et que le geste ne retarde pas la réanimation cardiopulmonaire.